# Roberto Carlos
Roberto Carlos da Silva Rocha (* 10. April 1973 in Garça, São Paulo) ist ein ehemaliger brasilianischer Fußballspieler und -trainer. Er wurde als Spieler 2002 Weltmeister und gewann mit Real Madrid u. a. dreimal die UEFA Champions League sowie vier nationale Meistertitel. Derzeit  ist er Jugendtrainer bei Real Madrid.

## Karriere als Spieler

### Verein
Seine Karriere als Profifußballer begann bei den brasilianischen Vereinen SE Palmeiras und União São João EC. 1995 ging er nach Europa zu Inter Mailand, doch hier wurde er von Trainer Roy Hodgson nicht auf seiner eigentlichen Position als linker Verteidiger eingesetzt.
1996 wechselte er deshalb zu Real Madrid. Roberto Carlos konnte mit Real drei Mal die UEFA Champions League (1998, 2000 und 2002), zweimal den anschließenden Weltpokal (1998 und 2002) und vier Mal die spanische Meisterschaft (1997, 2001, 2003 und 2007) gewinnen.
Zur Saison 2007/08 wechselte er zu Fenerbahçe SK in die türkische Süper Lig, wo er einen Zweijahresvertrag mit der Option auf ein weiteres Jahr unterschrieb. Bei Fenerbahçe soll er jährlich 4 Millionen Euro verdient haben.
Am 17. September 2008 absolvierte er sein 115. Spiel in der UEFA Champions League und stellte damit einen neuen Spielerekord auf. Seinen Vertrag bei Fenerbahçe verlängerte er im September 2008 vorzeitig bis August 2010, indem er die Option für ein weiteres Jahr zog, doch zur Winterpause wurde dieser Vertrag aufgelöst. Roberto Carlos kehrte in seine brasilianische Heimat zurück, wo er ab der Saison 2010 für SC Corinthians Paulista spielte.
Im Februar 2011 wurde Roberto Carlos’ Wechsel nach Russland zum Anschi Machatschkala bekannt. Der Außenverteidiger löste seinen Vertrag im Einvernehmen mit der Vereinsführung von Corinthians aufgrund von vielen Drohungen gegen seine Person auf. In der Premjer Liga wurde er innerhalb des ersten halben Jahres zweimal Opfer rassistischer Angriffe. Als er am 22. Juni 2011 im Spiel bei Krylja Sowetow Samara zum zweiten Mal mit Bananen beworfen wurde, verließ er aus Protest in der 90. Minute das Spielfeld. Zuvor war ein Fan von Zenit Sankt Petersburg vom russischen Fußballverband lebenslang gesperrt worden, der Roberto Carlos im März mit einer Banane beworfen hatte. Am 1. August 2012 gab Carlos auf einer Pressekonferenz offiziell das Ende seiner aktiven Laufbahn bekannt.

### Nationalmannschaft
Zwischen 1992 und 2006 spielte Roberto Carlos in der brasilianischen Nationalmannschaft. Während der WM 2002, die mit dem Titelgewinn für Brasilien endete, war er einer der Leistungsträger der brasilianischen Nationalmannschaft. Er wurde von der FIFA ins All-Star-Team gewählt. Zwei Tage nach dem Ausscheiden der brasilianischen Mannschaft aus der WM 2006 in Deutschland erklärte er seinen Rücktritt. Er wurde nach dem Ausscheiden gegen Frankreich besonders in Brasilien stark kritisiert. Er hatte sich vor dem Freistoß, auf den das Tor durch Thierry Henry folgte, die Socken hochgezogen, anstatt Henry zu decken. Insgesamt bestritt er 125 Länderspiele und erzielte elf Tore.

### Besonderes
Der nur 168 Zentimeter große Spieler ist bekannt für seine wuchtigen Freistöße und seine im Allgemeinen kraftvollen Torabschlüsse. Lange hielt er mit 202 km/h den inoffiziellen Weltrekord für den härtesten Schuss im Fußball, bevor dies vom Brasilianer Ronny mit rund 212 km/h (131,82 mph) in der Saison 2006/07 überboten wurde. Die Korrektheit derartiger Messungen wird von Metin Tolan in Zweifel gezogen, der die Meinung vertritt, dass ein Schuss nicht schneller als 120–130 km/h sein kann.
Berühmt wurde sein Freistoßtor am 3. Juni 1997 beim Tournoi de France in der 21. Minute gegen Frankreich. Der Ball landete mit viel Effet und einer sehr ungewöhnlichen Flugkurve neben dem verdutzten französischen Torhüter Fabien Barthez in der äußersten rechten Torecke. Im Jahr 2010 wurde dieser Schuss in einer wissenschaftlichen Veröffentlichung der École polytechnique in Paris analysiert. Es wurde festgestellt, dass Roberto Carlos den Ball mit einer solch seltenen Kombination aus Härte und Effet traf, dass der Ball stärker abgelenkt wurde als es durch den Magnus-Effekt erklärbar sei, und stattdessen für eine kurze Zeit eine spiralförmige, viel stärker als gewöhnlich gekrümmte Flugbahn annahm.

## Erfolge
Nationalmannschaft
- Weltmeister: 2002
- Copa América: 1997, 1999
- Confed Cup: 1997
- Bronzemedaille beim olympischen Fußballturnier: 1996

Vereine
- Spanische Meisterschaft: 1997, 2001, 2003, 2007
- Spanischer Supercup: 1997, 2001, 2003
- UEFA Champions League: 1998, 2000, 2002
- UEFA Super Cup: 2002
- Weltpokal: 1998, 2002
- Brasilianische Meisterschaft: 1993, 1994
- Torneio Rio-São Paulo: 1993
- Türkischer Supercup: 2007, 2009

## Auszeichnungen
- 2. Platz bei der Wahl des Ballon d’Or Dream Teams (Linksverteidiger)
- UEFA Club Football Awards Verteidiger des Jahres: 2002, 2003
- UEFA Team of the Year: 2002, 2003
- ESM Team of the Year: 1997, 1998, 2000, 2001, 2002, 2003, 2004
- All-Star-Team der Fußball-Weltmeisterschaft: 1998, 2002
- Prêmio Craque do Brasileirão – Auswahl des Jahres: 1993, 1994, 2010
- FIFA 100
- Golden Foot: 2008

## Saisonstatistik
| Verein                | Liga                | Saison          | Liga   | Liga | Nat. Pokal | Nat. Pokal | Int. Pokal | Int. Pokal | Andere | Andere | Gesamt | Gesamt |
| Verein                | Liga                | Saison          | Spiele | Tore | Spiele     | Tore       | Spiele     | Tore       | Spiele | Tore   | Spiele | Tore   |
| --------------------- | ------------------- | --------------- | ------ | ---- | ---------- | ---------- | ---------- | ---------- | ------ | ------ | ------ | ------ |
| SE Palmeiras          | Série A             | 1993            | 20     | 1    | 5          | 0          | -          | -          | 40     | 5      | 65     | 6      |
| SE Palmeiras          | Série A             | 1994            | 24     | 2    | 3          | 0          | 6          | 1          | 27     | 0      | 60     | 3      |
| SE Palmeiras          | Série A             | 1995            | 0      | 0    | 4          | 1          | 9          | 2          | 23     | 3      | 36     | 6      |
| Gesamt                | Gesamt              | Gesamt          | 44     | 3    | 12         | 1          | 15         | 3          | 90     | 8      | 161    | 15     |
| Inter Mailand         | Serie A             | 1995/96         | 30     | 5    | 2          | 1          | 2          | 1          | -      | -      | 34     | 7      |
| Gesamt                | Gesamt              | Gesamt          | 30     | 5    | 2          | 1          | 2          | 1          | -      | -      | 34     | 7      |
| Real Madrid           | Primera División    | 1996/97         | 37     | 5    | 5          | 0          | -          | -          | -      | -      | 42     | 5      |
| Real Madrid           | Primera División    | 1997/98         | 35     | 4    | 1          | 1          | 9          | 2          | 2      | 0      | 47     | 7      |
| Real Madrid           | Primera División    | 1998/99         | 35     | 5    | 4          | 0          | 8          | 0          | 2      | 0      | 49     | 5      |
| Real Madrid           | Primera División    | 1999/00         | 35     | 4    | 3          | 0          | 17         | 4          | -      | -      | 55     | 8      |
| Real Madrid           | Primera División    | 2000/01         | 36     | 5    | -          | -          | 14         | 4          | 2      | 1      | 52     | 10     |
| Real Madrid           | Primera División    | 2001/02         | 31     | 3    | 6          | 1          | 13         | 2          | 2      | 0      | 52     | 6      |
| Real Madrid           | Primera División    | 2002/03         | 37     | 5    | 1          | 0          | 15         | 1          | 2      | 1      | 55     | 7      |
| Real Madrid           | Primera División    | 2003/04         | 32     | 5    | 7          | 1          | 8          | 2          | 2      | 0      | 49     | 8      |
| Real Madrid           | Primera División    | 2004/05         | 34     | 3    | 2          | 0          | 10         | 1          | -      | -      | 46     | 4      |
| Real Madrid           | Primera División    | 2005/06         | 35     | 5    | 3          | 1          | 7          | 0          | -      | -      | 45     | 6      |
| Real Madrid           | Primera División    | 2006/07         | 23     | 3    | 1          | 0          | 8          | 0          | -      | -      | 32     | 3      |
| Gesamt                | Gesamt              | Gesamt          | 370    | 47   | 33         | 4          | 109        | 16         | 12     | 2      | 524    | 69     |
| Fenerbahçe Istanbul   | Süper Lig           | 2007/08         | 22     | 2    | 3          | 0          | 9          | 0          | 1      | 0      | 35     | 2      |
| Fenerbahçe Istanbul   | Süper Lig           | 2008/09         | 32     | 4    | 8          | 2          | 10         | 1          | -      | -      | 50     | 7      |
| Fenerbahçe Istanbul   | Süper Lig           | 2009/10         | 11     | 0    | -          | -          | 8          | 1          | -      | -      | 19     | 1      |
| Gesamt                | Gesamt              | Gesamt          | 65     | 6    | 11         | 2          | 27         | 2          | -      | -      | 104    | 10     |
| Corinthians São Paulo | Série A             | 2010            | 35     | 1    | -          | -          | 8          | 0          | 14     | 3      | 57     | 4      |
| Corinthians São Paulo | Série A             | 2011            | 0      | 0    | -          | -          | 1          | 0          | 3      | 1      | 4      | 1      |
| Gesamt                | Gesamt              | Gesamt          | 35     | 1    | -          | -          | 9          | 0          | 17     | 4      | 61     | 5      |
| Anschi Machatschkala  | Premjer-Liga        | 2011/12         | 25     | 4    | 3          | 1          | -          | -          | -      | -      | 28     | 5      |
| Gesamt                | Gesamt              | Gesamt          | 25     | 4    | 3          | 1          | -          | -          | -      | -      | 28     | 5      |
| Delhi Dynamos FC      | Indian Super League | 2015            | 4      | 0    | -          | -          | -          | -          | -      | -      | 4      | 0      |
| Gesamt                | Gesamt              | Gesamt          | 4      | 0    | -          | -          | -          | -          | -      | -      | 4      | 0      |
| Karriere Gesamt       | Karriere Gesamt     | Karriere Gesamt | 573    | 66   | 61         | 9          | 162        | 22         | 119    | 14     | 916    | 111    |

## Karriere als Trainer
Nach der Entlassung von Gadschi Gadschijew bei Anschi Machatschkala am 29. September 2011 agierte Roberto Carlos vorübergehend als Spielertrainer des russischen Vereins.
Am 3. Juni 2013 unterschrieb er einen Zweijahresvertrag beim türkischen Erstligisten Sivasspor. Am 21. Dezember 2014, nach einer 0:2-Niederlage gegen Istanbul Başakşehir, gab er aufgrund der schwachen Leistung seiner Mannschaft, die gegen den Abstieg kämpft, seinen Rücktritt als Trainer von Sivasspor bekannt.
Zwei Wochen später wurde Roberto Carlos Cheftrainer bei Akhisar Belediyespor. Diesen Verein führte er zum Klassenerhalt und verließ ihn anschließend nach Saisonabschluss.
Im Juli 2015 wurde bekannt, dass Roberto Carlos Trainer des indischen Klubs Delhi Dynamos werde.
Seit Anfang des Jahres 2016 ist Roberto Carlos als Jugendtrainer wieder zurück bei Real Madrid.

## Privates
Roberto Carlos hat elf Kinder mit sieben verschiedenen Frauen. Seit dem 2. August 2005 besitzt er zusätzlich zur brasilianischen auch die spanische Staatsbürgerschaft.

## Zitate
„Roberto Carlos ist ein verkappter Stürmer; vom Mittelfeld bis zum gegnerischen Strafraum ist er fantastisch.“

„Wenn es um den besten Linksfüßer geht, dann darf nur ein Name fallen: Roberto Carlos. Er kann mit links alles: scharf schießen, flanken, passen, etc.“

„Wenn die Kunst versagt, kommt Roberto Carlos und lädt durch!“